# Chó Rafeiro do Alentejo
Chó Rafeiro do Alentejo còn được gọi với nhiều vái tên khác như Chó Alentejo Mastiff và Chó Mastiff Bồ Đào Nha, là một giống chó có kích thước lớn có nguồn gốc từ Bồ Đào Nha. Rafeiro do Alentejo thuộc loại chó bảo vệ vật nuôi và tên gọi là khu vực xuất xứ của nó, Alentejo, ở phía nam trung tâm Bồ Đào Nha. Mặc dù từ rafeiro có nghĩa là mongrel (chó lai) trong tiếng Bồ Đào Nha, Rafeiro do Alentejo được công nhận là một giống chó bởi Câu lạc bộ Caniculture Bồ Đào Nha và Fédération Cynologique Internationale.

## Tính cách
Tiêu chuẩn giống này mô tả giống chó này "điềm tĩnh" (có nghĩa là "được biểu hiện bởi mức độ nghiêm trọng, nghiêm nghị hoặc trang nghiêm của hành vi"), chuyển động của nó chậm, lắc lư và có biểu hiện bình tĩnh. Chó thuộc sở hữu cá nhân có thể thay đổi về hành vi và tính khí và chó con phải được huấn luyện hòa nhập tốt.
Như đối với tất cả những giống chó có kích thước lớn, chúng không phải là giống chó phù hợp cho người mới bắt đầu. Chó có kích thước và loại này có khả năng gây nguy hiểm cho người khác nếu không được huấn luyện hòa nhập tốt khi còn nhỏ và chỉ được khuyên dùng cho người xử lý chó có kinh nghiệm, có thời gian để giao tiếp và huấn luyện chó. Chó Rafeiro do Alentejo trưởng thành chậm, rất độc lập và thường không phản ứng với các phương pháp truyền thống huấn luyện vể sự vâng lời. Chúng có tính lãnh thổ cao và sẽ bảo vệ cừu, hộ gia đình và gia đình của chúng và họ sẽ cảm thấy được đặt dưới sự bảo vệ của chúng. Chúng không hung hăng nhưng có tính bảo vệ và được cho là hòa thuận với trẻ em.